# Schön- und Widerdruck

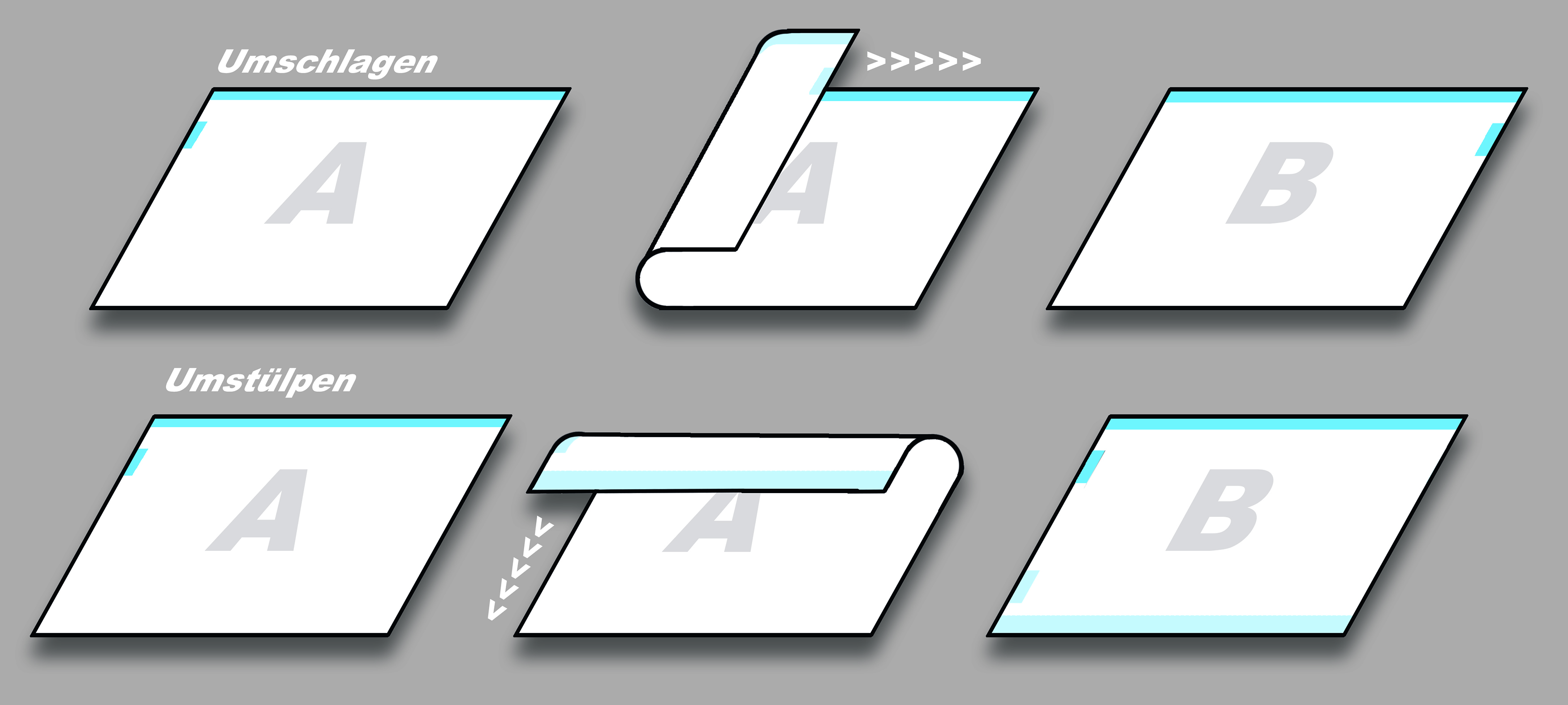
Beispiel-Illustration zur Erklärung der Begriffe „Umschlagen“ und „Umstülpen“

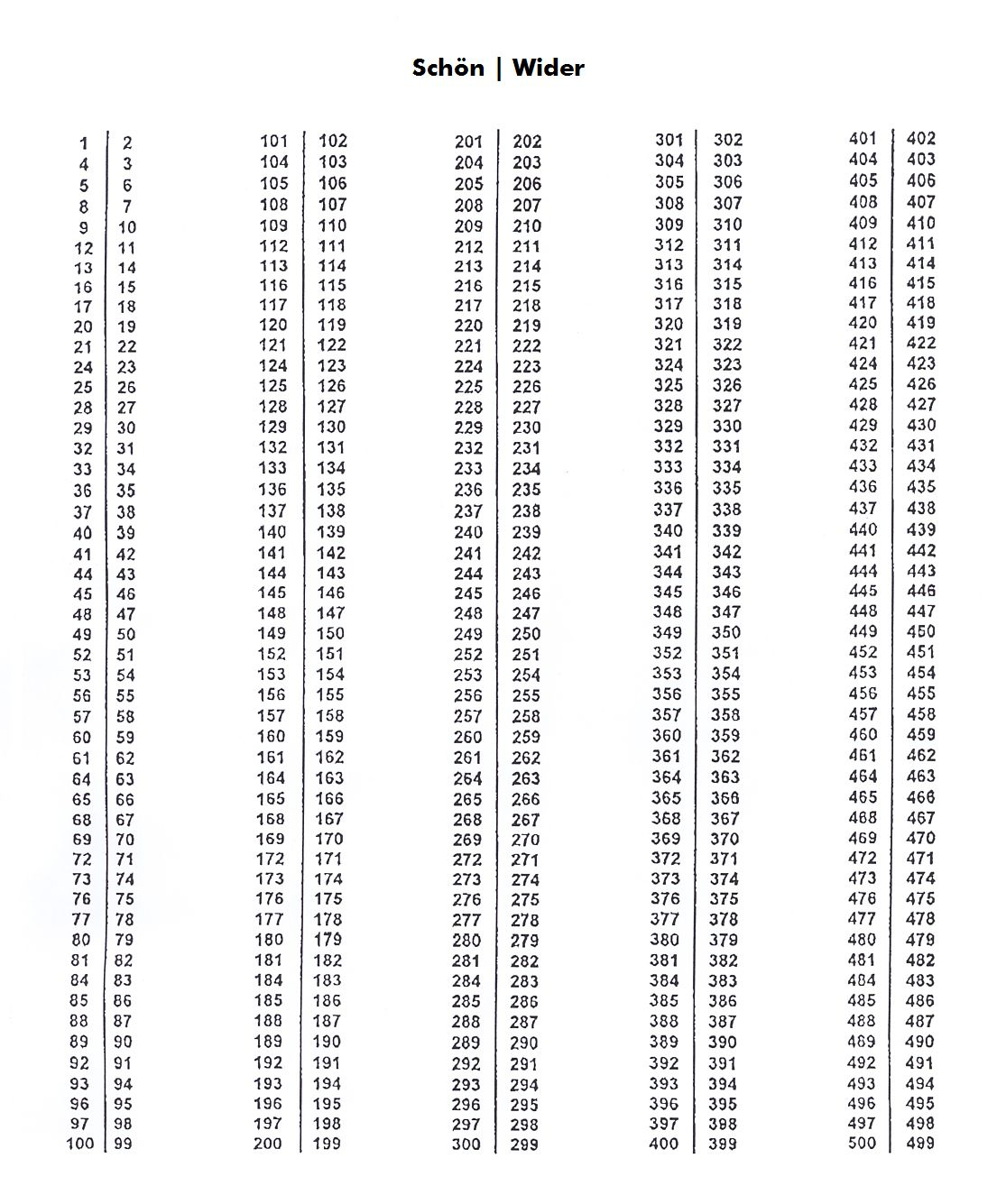
Schön- und Widerdruckseiten. Mehr dazu auf Ausschießen

Als Schön- und Widerdruck bezeichnet man das doppelseitige Bedrucken eines Druckbogens mit in der Regel voneinander verschiedenen Druckformen.
Unter Schöndruck ist hierbei der erste Druckgang zu verstehen, nach dem der Bedruckstoff, meistens Papier, gewendet wird und der zweite Druckgang, der sogenannte Widerdruck, mit einem vom ersten Druckgang verschiedenen Druckmotiv auf die Rückseite des Schöndrucks erfolgt. Der Wendevorgang geschieht entweder durch Umschlagen oder durch Umstülpen des erst einseitig bedruckten Bogens. Der Begriff Schöndruck rührte daher, dass man im Buchdruck wegen der technisch bedingten Schattierung nur auf der Vorderseite eines Druckbogens gerasterte Abbildungen gut (schön) drucken konnte.

## Unterschied zwischen „Umschlagen“ und „Umstülpen“

### Umschlagen
Beim Umschlagen wird der Druckbogen so gewendet, dass die Seitenmarke wechselt, die Vordermarke aber an gleicher Stelle bleibt, wie zum Beispiel beim Umblättern einer Buchseite. Ein Umschlagen ist technisch während des Druckvorgangs in der Maschine nicht möglich, deshalb kommt als technische Variante das Umstülpen zum Einsatz.

### Umstülpen
Beim Umstülpen wird der Druckbogen so gewendet, dass die seitliche Anlage unverändert bleibt, die vordere Anlage des Bogen jedoch gewechselt wird. (so wird beispielsweise bei der Bogenwendeeinrichtung der Bogen umstülpt).

## Technische Umsetzung
Bis zur Mitte des 20. Jahrhunderts erfolgten Schön- und Widerdruck in zwei zeitlich voneinander getrennten Druckgängen. Nachdem die komplette Druckauflage im Schöndruck fertiggestellt war, wurden die Druckbogen manuell oder halbmanuell (Wendetisch bzw. Stapelwender) gewendet und erneut für den Widerdruck in die Druckmaschine angelegt. Später konnte mit Hilfe von Wendetrommeln, die in einer Druckmaschine mit mehreren Druckwerken den Druckbogen innerhalb der Maschine wendeten, der beidseitige Druck in einem einzigen Druckgang durchgeführt werden. Eine solche Schön- und Widerdruckmaschine wurde Perfector genannt, da der Bogen nach dem ersten Druckgang bereits „perfekt“ aus der Maschine kam.